# Jean de Moulins
Jean de Moulins (Moulins, begin 14e eeuw - Avignon, 23 februari 1353) was het hoofd van de Inquisitie in het koninkrijk Frankrijk en later kardinaal.

## Levensloop
Hij groeide op in het stadje Moulins dat lag in het bisdom Limoges en de Franse provincie Bourbon. De naam van dit oord droeg Jean verder mee in zijn naam. 
De Moulins trad in bij de dominicanen in het klooster van Briva in het aartsbisdom Toulouse. Na het behalen van een doctoraat in de theologie aan de universiteit van Toulouse werd hij meteen benoemd tot groot-inquisiteur voor het koninkrijk Frankrijk (1344).
Van 1347 tot 1349 werkte hij op het pauselijk hof in Avignon. Hij bekleedde het ambt van magister sacri palatii. Deze functie was voorbehouden voor dominicanen en de naam betekent letterlijk: leermeester van het heilig paleis. De regerende paus was Clemens VI, ook een Fransman. Het ambt van leermeester legde de Moulins neer nadat de algemene vergadering der dominicanen in Barcelona hem verkoos tot magister-generaal (1349). Hij bleef magister-generaal der dominicanen tot 1351.
In 1350 creëerde paus Clemens VI hem tot kardinaal-priester met als titelkerk de Santa Sabina in Rome. De Moulins verbleef opnieuw aan het pauselijk hof in Avignon, tot zijn dood in 1353. Zijn lichaam werd overgebracht naar Briva. De kerk der dominicanen in Briva werd verwoest tijdens de Franse Godsdienstoorlogen.
Enkele theologische geschriften van kardinaal de Moulins zijn bewaard.